# Vol China Airlines 334
Le vol China Airlines 334 était un vol assuré par un avion-cargo Boeing 747-200F qui fut détourné par le pilote Wang Xijue le 3 mai 1986, qui était alors en route vers Bangkok, en Thaïlande. Wang réussit à maîtriser les deux autres membres de l'équipage et changea de cap pour poser le 747 à Canton, en République populaire de Chine, où il fit défection. 
L'incident força le gouvernement taïwanais de Chiang Ching-kuo à inverser sa politique des Trois Non en contactant le gouvernement communiste de Chine continentale. Chiang dépêcha plusieurs délégués à Hong Kong pour négocier avec les officiels du continent pour le retour de l'avion et de l'équipage. L'incident fut le catalyseur de la reprise des relations transdétroit entre la Chine continentale et Taiwan,.

## Appareil
L'avion était un Boeing 747-2R7F/SCD cargo, immatriculé B-198, construit en septembre 1980 pour une autre compagnie aérienne. L’autorité de l’aviation civile du ministère des Transports taïwanais acquit l'avion en juin 1985 et le loua ensuite à la China Airlines.

## Par la suite
Le 29 décembre 1991, l'avion B-198 assurant le vol 358 China Airlines heurta une colline près de Wanli, à Taïwan après la perte de ses moteurs no 3 et 4, tuant l’ensemble des cinq membres d'équipage à bord.